# Comparettia tungurahuae
Comparettia tungurahuae är en orkidéart som först beskrevs av Dodson, och fick sitt nu gällande namn av Mark W. Chase och Norris Hagan Williams. Comparettia tungurahuae ingår i släktet Comparettia, och familjen orkidéer.
Artens utbredningsområde är Ecuador. Inga underarter finns listade i Catalogue of Life.